# Castetner
Castetner är en kommun i departementet Pyrénées-Atlantiques i regionen Nouvelle-Aquitaine i sydvästra Frankrike. Kommunen ligger i kantonen Lagor som tillhör arrondissementet Pau. År 2022 hade Castetner 137 invånare.

## Befolkningsutveckling
Antalet invånare i kommunen Castetner
| Referens: INSEE |